# 143 (număr)
143 (o sută patruzeci și trei) este numărul natural care urmează după 142 și precede pe 144 într-un șir crescător de numere naturale.

## În matematică
143
- Este un număr semiprim.[1][2]
- Este un număr briliant.[3][4] deoarece este un produs de numere prime având același număr de cifre (11 și 13).
- Este un Număr Devlali.[5][6]
- Este suma a șapte numere prime consecutive: (11 + 13 + 17 + 19 + 23 + 29 + 31).
- Este una dintre soluțiile problemei lui Waring.[7]
- Este diferența din prima excepție din șirul de mai jos (puterile „4”):

{\displaystyle 3^{2}+4^{2}=5^{2}}
{\displaystyle 3^{3}+4^{3}+5^{3}=6^{3}}
{\displaystyle 3^{4}+4^{4}+5^{4}+6^{4}=7^{4}-143}.

## În știință

### În astronomie
- Obiectul NGC 143 din New General Catalogue este o galaxie spirală, posibil și barată, cu o magnitudine 14,5 în constelația Balena.
- 143 Adria este un asteroid din centura principală.
- 143P/Kowal-Mrkos este o cometă periodică din Sistemul Solar.

## În alte domenii
143 se poate referi la:
- "I love you" (cele trei cuvinte au 1, 4, respectiv 3 litere)[8]